# Anton Koberger

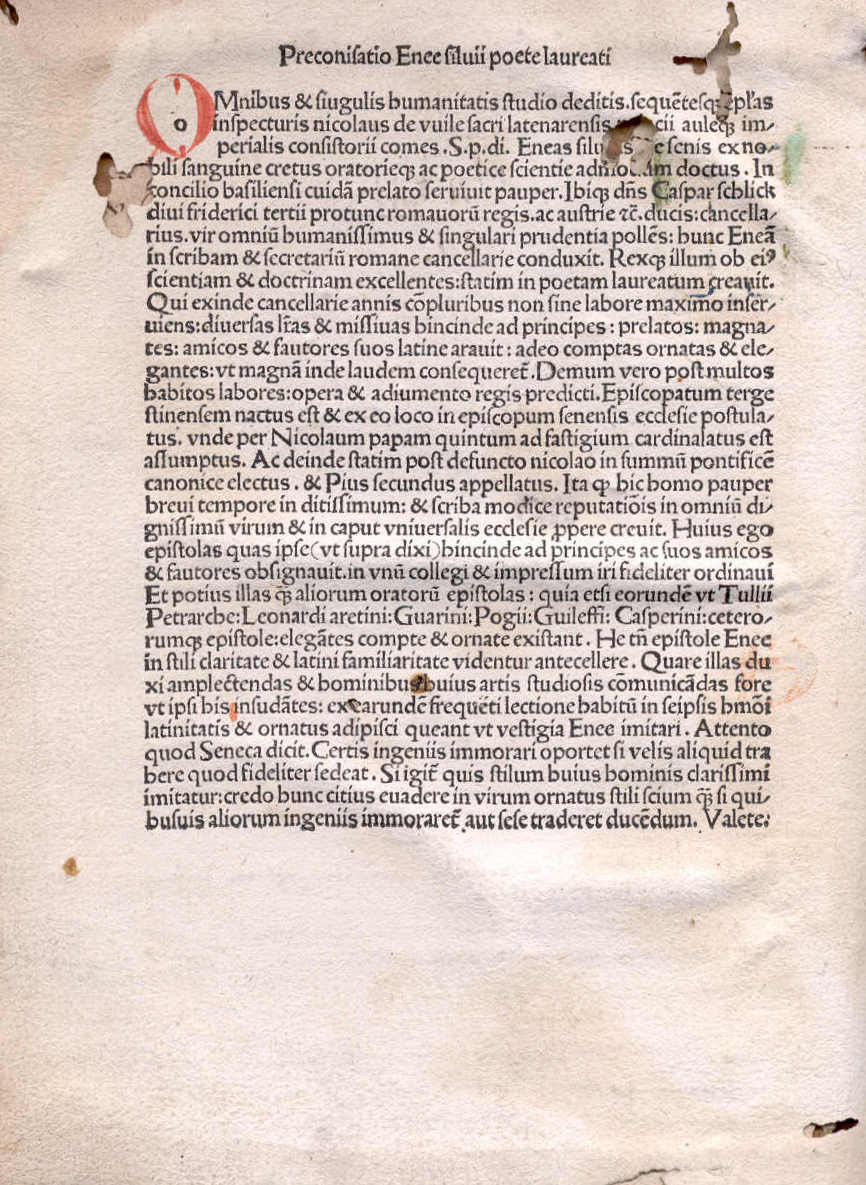
Eneas Sylvius, epistolae. Gedruckt von Anton Koberger in Nürnberg 1496

Anton Koberger (* um 1440 in Nürnberg; † 3. Oktober 1513 ebenda) (auch: Koburger, Coberger, Coburger) war ein bedeutender deutscher Buchdrucker, Verleger und Buchhändler der Inkunabelzeit, der als einer der ersten die besonderen ökonomischen Möglichkeiten dieses Wirtschaftszweiges erkannte und seinen Betrieb als kapitalistisches Unternehmen führte. Er verlegte die Schedelsche Weltchronik. Koberger war der Taufpate von Albrecht Dürer.

## Leben

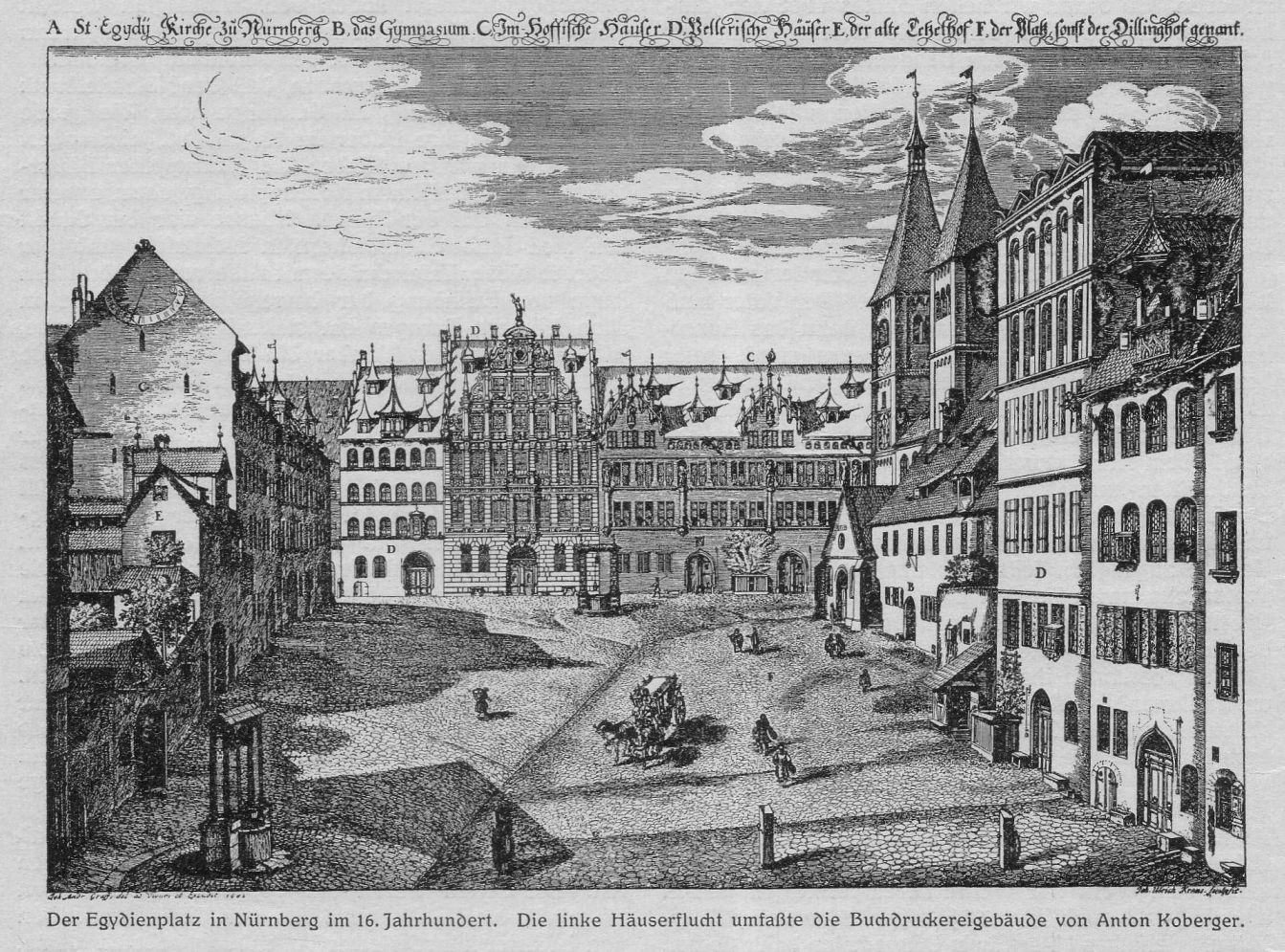
Egidienplatz (Nürnberg) mit den Häusern (links), in denen die Druckerei Kobergers eingerichtet war

Anton Koberger entstammte einer Nürnberger Bäckerfamilie. Über seinen frühen Bildungsweg und Werdegang können keine verlässlichen Angaben gemacht werden. 1464 wird er erstmals in den Nürnberger Bürgerbüchern genannt. 1470 heiratete er die Kaufmannstochter Ursula Ingram und nach deren Tod im Jahre 1491 Margarete Holzschuher aus einem Nürnberger Patriziergeschlecht, eine Cousine des Hieronymus Holzschuher. Zusammen mit beiden Frauen hatte Anton Koberger insgesamt 25 Kinder, von denen aber nur dreizehn den Vater überlebten.
1470 gründete Koberger eine eigene Druckerei, die er in den folgenden Jahren zu einem Großunternehmen unter Beteiligung an anderen Druckereien ausbaute. Seine Offizin soll es allmählich auf 24 Pressen gebracht und 100 Gesellen beschäftigt haben. Zu diesen gehörten Drucker, Setzer, Schriftgießer, Illuminatoren et cetera. Durch die Steigerung seiner Produktion gelang es Koberger, mit seinem Betrieb überregionale Bedeutung zu erlangen. Er tauschte Produktionen mit anderen Unternehmen, unterhielt reisende Agenten und Buchführer und gründete Filialen in ganz Europa (beispielsweise in Venedig, Mailand, Paris, Lyon, Wien). Koberger sicherte sich den regelmäßigen Absatz durch hohe Auflagen gängiger Schriften und durch eine Vereinheitlichung von Schrift und Satz, um die Herstellungskosten zu senken. Neben seiner Druckerei betrieb er auch mindestens zwei Papiermühlen.
Im Jahre 1488 wurde er ein „Genannter“ des Großen Rates der Stadt Nürnberg. Ab den 1490er Jahren betätigte er sich auch als Verleger. Seit 1504 wandte sich Koberger vornehmlich dem Buchhandel zu. Druckaufträge vergab er häufig an auswärtige Unternehmen.
Anton Koberger starb am 3. Oktober 1513 und wurde im Nürnberger Dominikanerkloster (nicht im erst um 1525 eingerichteten Koberger’schen Familiengrab auf dem Nürnberger Johannisfriedhof (Grabstätte I / 1116)) beigesetzt. Sein Vetter Hans d. Ä. (um 1454–1543), der bisher die Firma in Lyon und Paris vertreten hatte, führte als Vormund der Kinder die Geschäfte fort. Er und Antons Sohn Hans d. J. (1499–1552) konnten den Betrieb aber nicht auf Erfolgskurs halten. 1526 wurde die Offizin geschlossen und sechs Jahre später auch der Sortimentsbuchhandel aufgegeben.

## Werk

Darstellung, Erschaffung der Eva „in der Rose“ (Koberger-Bibel 1483)

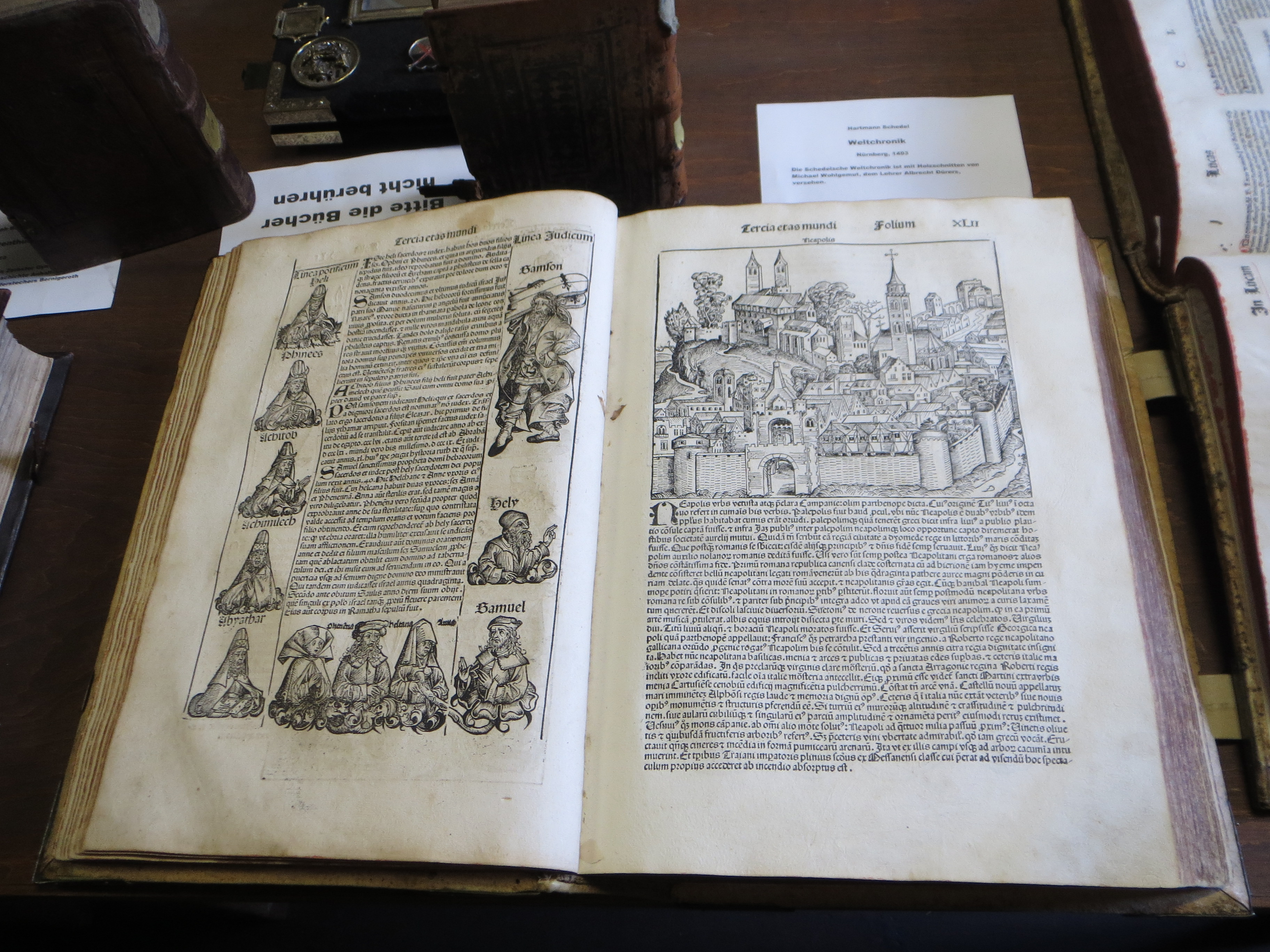
Schedelsche Weltchronik

Aus der Nürnberger Offizin gingen bis zum Jahr 1500 circa 250 Drucke hervor. Obwohl erst anno 1473 zum ersten Mal ein Druckwerk seinen Namen nennt, ist davon auszugehen, dass Anton Koberger schon kurz nach der Gründung seiner Druckerei im Jahre 1470 zu drucken begann. Sein ältestes bekanntes Werk ist das Manuale confessorum des Johannes Nider von 1471.
Kobergers Druck- und Verlagsprogramm war breit und inhaltlich vielseitig angelegt. Er brachte vor allem lateinische Schriften theologischen, philosophischen, kanonischen und juristischen Inhalts zur Ausgabe, druckte aber auch historische Werke (z. B. Vitae pontificum des Platina), Liturgica (z. B. Dominikanerbrevier; 1485, Missale Ratzeburgense; 1493) und Bibeln in verschiedenen Ausgaben. Klassische und humanistische Titel kamen hingegen verhältnismäßig selten vor.
Nicht besonders zahlreich, aber dafür umso bedeutender waren Anton Kobergers deutschsprachige Drucke. Als eines seiner wichtigsten Druckwerke gilt die 1483 gedruckte zweibändige deutsche Bibelausgabe, die auch Koberger-Bibel oder Koburger-Bibel genannt wird. Sie wurde in einer Vorform der Schwabacher gedruckt und mit den Holzschnitten der Kölner niederdeutschen Bibel geschmückt. Der Schatzbehalter des P. Stephan Fridolin, eine biblische Betrachtung mit 96 blattgroßen Holzschnitten, zählt ebenfalls zu den wertvollsten Drucken der Koberger’schen Offizin. Als künstlerisch von besonderer Vollendung gilt auch die Apocalypse aus dem Jahr 1498. Sie enthält bedeutende Holzschnittillustrationen Albrecht Dürers. Weitere deutschsprachige Drucke waren ein Arzneibuch (1477), das zweibändige Heiligenleben oder die Schwäbische Chronik.
Es ist ebenfalls bekannt, dass Koberger den Malleus maleficarum druckte.
Die bis heute berühmteste Druckschrift aus Anton Kobergers Nürnberger Druckerei ist Hartmann Schedels Weltchronik, das umfangreichste bebilderte Werk der gesamten Inkunabelzeit. Diese Auftragsarbeit zweier Nürnberger Kaufleute war mit 1809 Holzschnitten von Michael Wolgemut und Wilhelm Pleydenwurff ausgestattet und erschien anno 1493 in einer lateinischen und einer kürzeren deutschen Ausgabe. Der Absatz der Nürnberger Originalausgabe wurde jedoch dadurch sehr erschwert, dass der Augsburger Johann Schönsperger in kürzester Zeit einen billigen Nachdruck des Werkes auf den Markt brachte.

## Verlegereinband
Anton Koberger war neben Peter Schöffer einer der ersten Verleger, die für kostspielige Werke eigens Einbände in Kleinserie fertigen ließen. Dies konnte sich aber nicht durchsetzen, da einerseits das unternehmerische Risiko zu groß war und andrerseits sich mittels beauftragten und individuellen kostbaren Einbänden ein höheres Prestige vermitteln ließ. Trotzdem können diese Aufträge als Vorläufer des heutigen Verlagseinbands betrachtet werden.

## Sonstiges

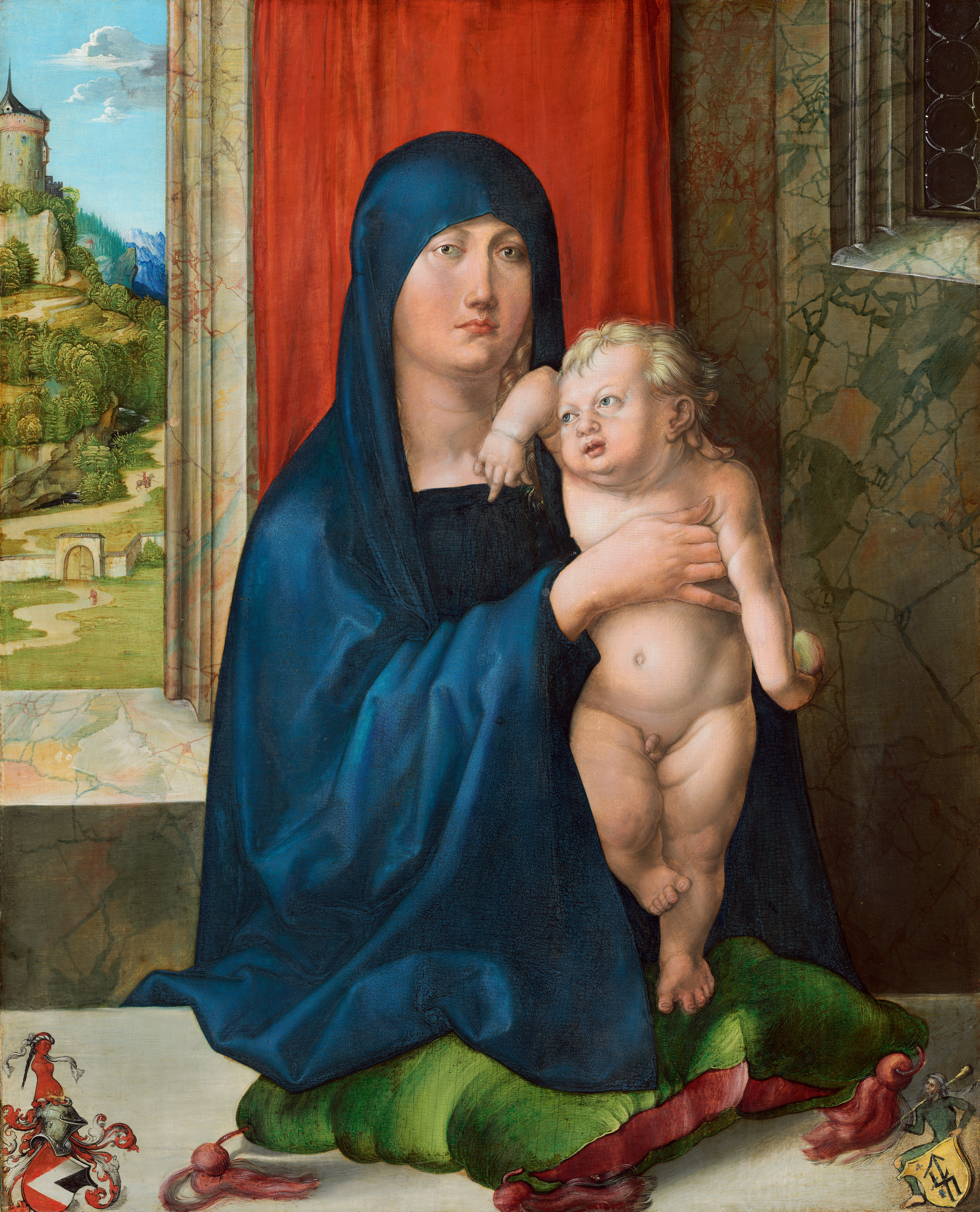
Haller Madonna, 1498 von Albrecht Dürer; links unten Patrizierwappen der Haller, rechts Handwerkerzeichen der Koberger

Im Nürnberger Stadtteil Gärten hinter der Veste sind ein Platz und eine Straße nach Koberger benannt.
Eine Tochter aus erster Ehe, Ursula, heiratete 1491 Wolf Haller aus der bekannten Nürnberger Patrizierfamilie. Dieser trat zunächst als Gehilfe und Reisender in das Geschäft seines Schwiegervaters ein, zerstritt sich aber nach einigen Jahren mit ihm und flüchtete nach Wien, wo er 1505 starb. Die Wappen der Haller und Koberger sind auf der Haller-Madonna von Albrecht Dürer zu sehen, links unten das Adelswappen der Haller und rechts das Handwerkerzeichen der Koberger. Das berühmte Gemälde, das heute in der National Gallery of Art in Washington hängt, ist von Giovanni Bellini beeinflusst, den Dürer auf seiner ersten Venedig-Reise (1494–1495) kennengelernt hat und ist daher vermutlich in den Jahren danach entstanden. Es wurde als privates Andachtsbild in Auftrag gegeben, möglicherweise von den Eheleuten, wahrscheinlicher aber von Anton Koberger, als Geschenk für seine ins Patriziat aufgestiegene Tochter. Koberger war Dürers Taufpate, die beiden Familien wohnten in derselben Straße. Hieronymus Holzschuher, der Cousin von Kobergers zweiter Frau und später einer seiner Testamentsvollstrecker und Vormünder der Kinder, ließ sich 1526 von seinem Freund Dürer porträtieren.